# Mubariz Gourbanli
Mubariz Gourbanli, né le 7 janvier 1954 à Koltehneli, est un professeur d'histoire et un homme politique azerbaïdjanais. Il est président du Comité d'État pour les associations religieuses de la république d'Azerbaïdjan depuis 2014. 

## Biographie
Mubariz Gourbanli est diplômé avec mention du département d'histoire de l'université d'État de Bakou. Il parle l'anglais et le russe.
À partir de 1985, il est successivement chargé de cours, maître de conférences, professeur agrégé, chef de chaire et vice-recteur à l'université d'État de la culture et des beaux-arts d'Azerbaïdjan. Il est actuellement professeur agrégé de l'université. Il est l'auteur de dizaines de livres et d'articles.
Entre 1995 et 2010, il remplit quatre mandats de député à l'Assemblée nationale. Membre de la commission permanente sur la politique juridique et les affaires du bâtiment de l'État, il est également chef du groupe de travail sur les relations interparlementaires entre l'Azerbaïdjan et la Bosnie-Herzégovine et membre des groupes de travail sur les relations interparlementaires entre l'Azerbaïdjan et Canada et avec le Koweït. Il est membre, depuis 1999, et secrétaire exécutif adjoint du conseil politique du Parti du nouvel Azerbaïdjan (YAP).
De 1996 à 2014, il est membre de la délégation de l'Azerbaïdjan à l'Assemblée parlementaire de l'Organisation de coopération économique de la mer Noire et vice-président de sa commission. 
Le 21 juillet 2014, il est nommé président du Comité d'État pour les associations religieuses de la république d'Azerbaïdjan par décret du président de la République. Il siège à ce titre au sein du gouvernement.

## Vie privée
Mubariz Gourbanli est marié et est père de deux enfants.

## Décorations
En 2014, il a reçu les insignes de l'ordre de la Gloire.